# Casas Altas
Casas Altas è un comune spagnolo di 161 abitanti situato nella comunità autonoma Valenciana.